# گابار (استان بورگاس)
گابار (به بلغاری: Gabar) یک منطقهٔ مسکونی در بلغارستان است که در شهرستان سوزوپول واقع شده‌است.